# Фавіла
Фаві́ла (ісп. Favila, лат. Fafila; ? — 739) — король Астурії (737—739). Син першого астурійського короля Пелайо.

## Біографія
Походив з династії Астур-Леон. Син Пелайо, короля Астурії, та Гаудіоси. Названий на честь свого діда по батьківській лінії, який був зятем  і названим сином короля Гіндасвінта. Ще в часи правління батька одружився з представницею могутнього баскського роду з Кантабрії.
Після смерті батька у 737 році успадкував трон. Того ж року він заснував церкву Санта-Крус у своїй столиці Кангас-де-Оніс. На відміну від батька не здійснював активної зовнішньої політики, не очолював походи проти мусульманських володінь.
У 739 році загинув під час полювання на ведмедів. Владу успадкував чоловік сестри Альфонсо.

## Сім'я
- Дружина: Фруелємба, донька вождя Лопе з Кантабрії.
- Донька: Фавінія (д/н)

## Портрети

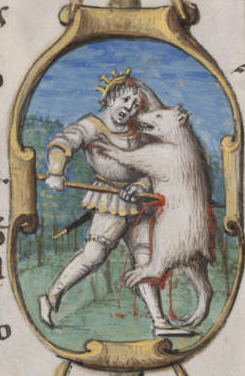
Фавіла «Liber Genealogiae Regum Hispaniae», XV ст.
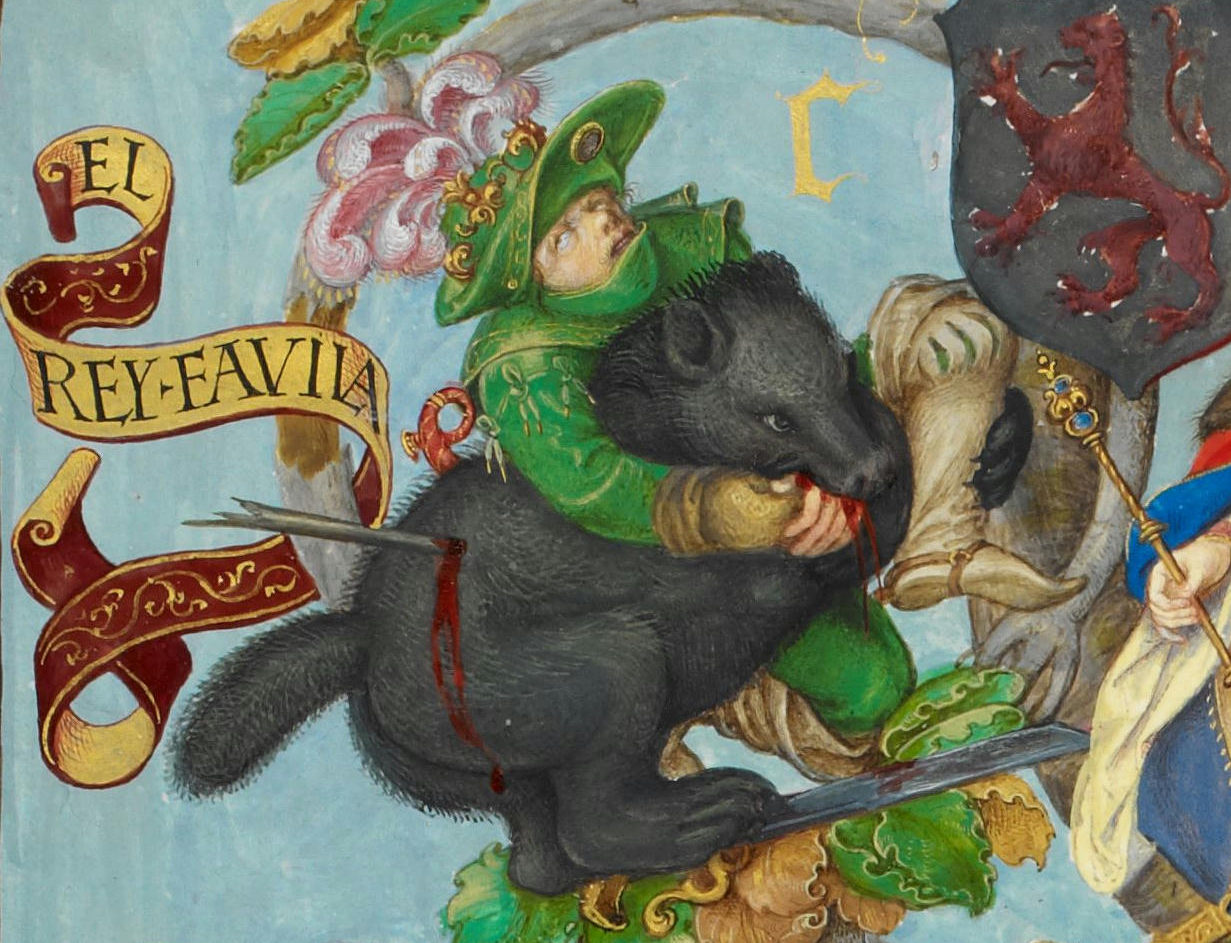
Фавіла «Генеалогія королів Португалії», 1530—1534
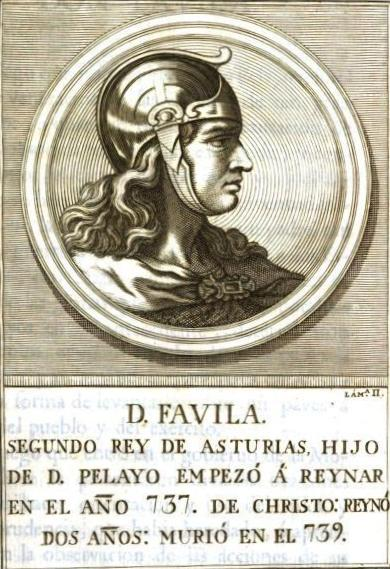
Фавіла невідомий художник, 1788